# Andrew White (musicien)
Pour les articles homonymes, voir Whyte et Andrew White.
Andrew Nathaniel White III, communément appelé Andrew White, est un musicien américain (saxophoniste, hautboïste, bassiste électrique) né le 6 septembre 1942 à Washington, DC et mort le 11 novembre 2020 dans la même ville. Il est également éditeur, auteur, compositeur, historien de la musique, réalisateur et entrepreneur. Il a composé une œuvre importante qu'il s'est chargé d'industrialiser et de diffuser.
Les transcriptions d'Andrew White, aussi bien que ses, plus de 400 livres, traités, essais, compositions de musique de chambre, de musique pour orchestre, ont été appréciés et utilisés depuis plus de 30 ans dans les universités, les collèges, les conservatoires, les musées et les écoles de musique du monde entier (Réf : Son autobiographie).

## Enfance et jeunesse
Andrew Nathaniel White III naît dans une famille de pasteurs.  Il commence à étudier la musique à l'âge de 9 ans. Son oncle, saxophoniste soprano et ténor, lui offre son premier saxophone, un Selmer. Il apprend également le piano, puis le cor anglais, le hautbois, la contrebasse et la basse électrique.
À 12 ans, il commence à écouter de la musique classique et à la transcrire.

## Études et passions
Résidant à Nashville, il étudie dès 1960 à l'université Howard, pendant 4 ans. Il étudie à Tanglewood à 19 ans à la suite de l'obtention d'une bourse, et est honoré par le vice-président Johnson[réf. nécessaire].
À 21 ans, il étudie le hautbois à Paris au Conservatoire national supérieur de musique et de danse de Paris avec Étienne Baudo, de septembre 1964 à juin 1965, grâce à l'obtention d'une bourse (fellowship) de la fondation John Hay Whitney de New York. Il revient ensuite aux États-Unis pour poursuivre ses études à la State University of New York à Buffalo, sous la direction de Lukas Foss, et grâce à deux bourses de la fondation Rockefeller.
Il est également passionné de cinéma.

## Débuts dans le monde professionnel
À 19 ans, il devient directeur musical de l'ensemble hard bop The JFK Quintet, qui enregistre un disque produit par Cannonball Adderley, New Jazz Frontiers From Washington, pour Riverside en 1961. De 1966 à 1976, il travaille avec Stevie Wonder,The_Fifth_Dimension, Stanley Turrentine, Weather Report et beaucoup d'autres comme bassiste électrique.
Comme hautboïste, il travaille avec le New York American Ballet Theater de 1968 à 1970.
Son travail de transcription des solos de John Coltrane qu'il publie lui-même lui vaut le surnom de The Keeper of the Trane.
Il devient président de sa compagnie en 1971 à l'âge de 29 ans. Son catalogue présente plus de 2500 titres.

## Ses succès et références
En 1984, réception de l'honneur "Conductor Dean Dixon Memorial Award" de BERLIN ALLEMAGNE, pour sa contribution à la musique classique en tant qu'HAUTBOÏSTE.
25 septembre 2003, réception de l'honneur "CAUSUS NOIR DU CONGRES DES ETATS UNIS D'AMERIQUE" Honneur attribué en même temps que décerné à ELVIN JONES le fameux batteur, révéré de tous, de "JOHN COLTRANE CLASSIC QUARTET"
20 avril 2004, réception de l'honneur de l'institution "SMITHSSONIAN OF WASHINGTON DC" Groupement des musées de WASHINGTON. Son interview couvrant 8 cd est archivé et peut être entendue au Musée de l'histoire Américaine, Elle fait partie du "JAZZ HISTORY PROJECT" qui regroupe déjà plus de 300 célèbres musiciens de jazz.
14 mai 2006, réception d'une médaille de vermeil de la société Arts-Sciences-Lettres Société académique d'éducation et d'encouragement à Paris. (10e sur 250)

## Discographie
- The JFK Quintet: Young Ideas  (1961) (Riverside)
- The JFK Quintet: New Jazz Frontiers From Washington (1961) (Riverside)
- Weather Report: Sweetnighter (1973) (Columbia)
- Who got de funk? (1973) (Andrew's music N°4)

## Principales collaborations
- Diana Ross
- Otis Redding
- Elvin Jones  avec lequel il a joué dans le premier festival de jazz de Paris, au Théâtre de la Ville en octobre 1980.

En décembre 1982, ANDREW WHITE, "ANDREW'S MUSIC" a commencé une relation d'affaires avec la maison de publication "Editions Max Eschig de Paris". 
L'un des morceaux qu'ANDREW WHITE a écrit Petite Suite Française pour quintette à vent, a été très bien reçu dans les années 1980 à 1990.
Ce morceau a été inspiré par l'épouse d'ANDREW WHITE, JOCELYNE WHITE, qui fut la récipiendaire d'une médaille d'argent de la société Arts-Sciences-Lettres Société Académique d'Éducation et d'Encouragement en 2005 à Paris. En tant que saxophoniste, Andrew White est considéré comme l'un des favoris dans l'histoire de la musique. L'universalité de son travail couvre toute classe, et catégorie comme l'a si bien exprimé le Dictionnaire français du jazz.

## Autres références
- Jazz Hot, no 514 octobre 1994, no 492 septembre 1992, no 304, avril 1974
- Jazz Magazine, no 534 FEV 2003